# Marco Aurelio Fontana
Marco Aurelio Fontana, född 12 oktober 1984 i Giussano, Italien, är en italiensk cyklist som tog OS-brons i mountainbike vid de olympiska cyklingstävlingarna 2012 i London. 